# Shruti
Shruti (Sanskriet: श्रुति, IAST: śruti, wat wordt gehoord) zijn de heilige hindoegeschriften waarvan hindoes geloven dat deze direct door het goddelijke aan zieners (rishi's) zijn geopenbaard. Het andere type geschriften uit het hindoeïsme is smriti, teksten waarvan geloofd wordt dat deze zijn gebaseerd op goddelijke openbaring, maar door mensen zijn gecomponeerd. Er is controverse over welke teksten shruti zijn, maar daartoe worden meestal de vier Veda's gerekend. Deze teksten zijn tussen 1500 en 300 v.Chr. ontstaan in de vedische tijd. Aanvankelijk werden ze uit het hoofd geleerd en mondeling doorgegeven – vandaar wat wordt gehoord – ook nadat het schrift India had bereikt.
Hindoes geloven dat shruti-teksten geen auteur hadden (apaurusheya, letterlijk: niet door een purusha), maar dat ze gebaseerd zijn op de goddelijke vibraties of geluiden van de kosmos, die door rishi's werden gehoord en verder verteld. Zo stelde Vachaspati Mishra in zijn commentaar op Samkhyakarika:
Revelation is the knowledge of the meaning of sentences that is born from those sentences. And that knowledge is intrinsically valid because it is born from the Veda that has no author; it is correct because it is free from all doubt concerning possible shortcomings. In this manner also the knowledge born from traditional texts, the epics and Purāṇas, which are all based on the Veda, is correct. 
De rishi's, wijzen uit een ver verleden, konden deze openbaring ondergaan wegens jarenlange religieuze studie en inspanning. In tegenstelling tot teksten die smriti zijn, zijn shruti-teksten geen interpretaties, maar zouden ze van oorsprong foutloos en feilloos zijn. Daarom genieten ze meer autoriteit. Deze filosofie is van later datum dan die van de compositie toen de namen van de auteurs welbekend waren. Dat zij gehoord zijn, werd pas later bedacht door de school of darsana van Purva Mimamsa.
Er is geen absolute overeenstemming over welke teksten shruti zijn. De vier Veda's worden door alle hindoes als shruti beschouwd:
- Rigveda: opsomming van de door rishi's gehoorde hymnen
- Atharvaveda: kennis van magische formules
- Samaveda: kennis van de melodieën
- Yajoerveda: kennis van offerrituelen

Daarnaast gelden voor de meeste stromingen de Brahmana's, Aranyaka's en Upanishads, werken die als aanvullingen, bijlagen of commentaren op de Veda's gelezen kunnen worden, als shruti. Soms wordt ook de Mahabharata gezien als shruti. Dit epos wordt daarom soms de vijfde Veda genoemd. Een andere mogelijkheid is dat alleen de Bhagavad Gita, die maar een klein deel van Mahabharata vormt, als shruti wordt beschouwd.
De shruti zijn in het brahmanisme de hoogste vorm van autoriteit, voor de smriti en voor het gedrag van deugdzame mensen. Er is daarbij echter een onderscheid tussen de bekende overgeleverde shruti's, de pratyaksasruti en de afgeleide shruti's, de anumitasruti. Het bestaan van die laatste – niet overgeleverde teksten – kan worden afgeleid uit commentaren in smriti op niet-overgeleverde shruti's moeten zijn. In geval van tegenstrijdigheden gaat pratyaksasruti boven anumitasruti. Dit gaat terug op de pramana's, de beschikbare bewijsmethoden volgens de Indische kentheorie, waarbij pratyaksa staat voor waarneming en anumana voor gevolgtrekking.
Hoewel shruti door veel hindoes dus veelal als betrouwbaar wordt beschouwd, is de eigenlijke interpretatie niet altijd duidelijk. Het ontlsuiten hiervan is de taak van mimamsa.